# Moncadai Elisenda aragóniai királyné
Moncadai Elisenda (1292 körül – Barcelona, 1364. június 19.), spanyolul: Elisenda de Moncada, katalánul: Elisenda de Montcada, Aragónia, Valencia és Szardínia királynéja.

## Élete
Édesapja Pedro de Moncada, Aitona és Soses ura, Pedro de Moncada és Sibila de Abarca fia.
Édesanyja Elisenda de Pinós.
Elisenda 1322. december 25-én Tarragona városában feleségül ment II. Jakab aragón királyhoz, akinek negyedik felesége lett.
1326-ban Elisenda és férje megalapította Barcelonában a pedralbesi klarissza kolostort. Egy évvel később, 1327. november 5-én meghalt férje. A megözvegyült Elisenda visszavonult az általa alapított kolostorba, itt élt apácaként egészen 1364. június 19-én bekövetkezett haláláig.